# Aleurodicus dugesii
Aleurodicus dugesii là một loài côn trùng cánh nửa trong họ Aleyrodidae, phân họ Aleurodicinae.
Aleurodicus dugesii được Cockerell miêu tả khoa học đầu tiên năm 1896.